# Jean-François Martin
Pour les articles homonymes, voir Martin.
Ne doit pas être confondu avec Jean-François Martin (illustrateur).
Jean-François Martin, né le 7 juillet 1966 à Cholet est un entraîneur français de basket-ball.

## Carrière

### Cholet Basket (1990-2017)
Jean-François Martin commence sa carrière sportive en entraînant les catégories jeunes (garçons et filles) du Cholet Basket de 1990 à 1996. Il intègre ensuite le centre de formation  en succédant à Eric Girard. Il est nommé adjoint de Savo Vučević en équipe première au cours de la saison 2001-2002 en cours de saison. La direction du club lui confie les rênes de l'équipe fanion au départ de la saison de Pro A 2002-2003. Il est écarté et réintègre  le centre de formation du club des Mauges qu'il ne quitte qu'en 2017.

### Après Cholet (depuis 2017-)
Depuis son départ du Cholet Basket, Jean-François Martin créé son entreprise de conseil "Experteyes" et parallèlement s'investit au sein de la Coopération territoriale des clubs (CTC NEC)dans la banlieue de Nantes. Il prend ensuite la tête de l'Espérance Saint-Laurent-de-la-Plaine (NM3) à partir de l'été 2022, remplaçant ainsi Charles Biotteau en poste depuis 7 saisons. Saison 2023-2024 il recentre son implication sur le terrain auprès des jeunes de la CTC.

## Bilan sportif

### Palmarès
- 20 titres de champion de France en tant qu'entraîneur jeunes U15 M et F, U17-18 et U21 (espoirs):
  - Champion de France Espoirs Pro A en 1997, 2009 et 2010
  - Champion de France Cadets en 1995, 1997, 1998, 1999, 2000, 2001, 2008, 2015, 2017
  - Vainqueur du Trophée du Futur en 2000 et 2001
  - Vainqueur Coupe de France Cadets en 1997, 2001, 2012 et 2017
  - Champion de France Minimes Masculin en 1994, Féminin 1991.
  - Nommé Meilleur entraîneur des Centre de formation en 2009.
  - Sur son parcours d'entraîneurs au centre de formation de Cholet Basket, il recrutera et travaillera avec son staff au développement de 130 jeunes. 60 d'entre eux deviendront professionnel.

### Joueurs formés et draftés
- Joueurs draftés : Rudy Gobert, Nando De Colo, Mickaël Gelabale, Rodrigue Beaubois, Kévin Séraphin, Killian Hayes.

- Internationaux  A : Charles Kahudi, Cédric Ferchaud, Stephen Brun, Cyril Akpomedah, David Gautier, Aymeric Jeanneau, Claude Marquis, Nando De Colo, Rudy Gobert, Mickaël Gelabale, Kévin Séraphin, Yoan Makoundou.